# Abdel Fattah Yahya Pascha

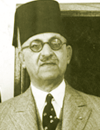
Abdel Fattah Yahya Ibrahim Pascha

Abdel Fattah Yahya Ibrahim Pascha (arabisch عبد الفتاح يحيي إبراهيم باشا, DMG ʿAbd al-Fattāḥ Yaḥyā Ibrāhīm Bāšā; * 1876; † 27. September 1951) war ein Politiker der Unionspartei im Königreich Ägypten, der unter anderem zwischen 1933 und 1934 Premierminister war.

## Leben
Abdel Fattah Yahya Ibrahim Pascha war vom 16. März bis zum 24. Dezember 1921 im Kabinett von Premierminister Adli Yakan Pascha erstmals Justizminister und wurde Mitglied der von Muhammad Tawfiq Nasim Pascha 1924 gegründeten islamistisch-nationalistisch-traditionalistischen Unionspartei (Hizb al-Ittihad). Er bekleidete das Amt des Justizministers erneut vom 19. Juni bis zum 12. Juli 1930 im Kabinett von Premierminister Ismail Sidqi Pascha. und fungierte im Anschluss zwischen dem 12. Juli 1930 und dem 4. Januar 1933  zum ersten Mal als Außenminister.
Als Nachfolger von Ismail Sidqi Pascha übernahm er am 22. September 1933 selbst das Amt als Premierminister des Königreiches Ägypten und bekleidete dieses Amt bis zum 15. November 1934, woraufhin Muhammad Tawfiq Nasim Pascha ihn ablöste. Er übernahm in seinem Kabinett zwischen 1933 und 1934 abermals das Amt des Außenministers und fungierte auch im Kabinett von Premierminister Mohamed Mahmoud Khalil vom 30. Dezember 1937 bis zum 18. August 1939 noch einmal als Außenminister.